# Lac de la Brienne
Pour les articles homonymes, voir Brienne.
Le lac de la Brienne, nommé aussi lac de Planèzes, est une étendue d'eau artificielle qui se trouve sur la commune de Luc-la-Primaube en Aveyron. Le ruisseau de la Brienne est à la fois son alimentation et son émissaire.

## Histoire
Le lac de la Brienne a été creusé en 2004 afin de stocker l'eau et irriguer ensuite les champs alentour. Ce plan d'eau est géré par l'AAPPMA depuis 2005 par délégation de la Fédération de pêche de l'Aveyron. Bien que de nombreuses espèces soient présentes, seuls des alevinages en truites arc-en-ciel ont été réalisés par l'AAPPMA. En 2006, 2 000 truites y ont été déversées en quatre fois (mars, avril, mai et juin). Ce plan d'eau connaît un succès croissant. La politique d'alevinage a été maintenue en 2007 et en 2008.

## Villes proches
- Luc
- La Primaube

## Tourisme
- Pêche
- Sentier aménagé autour du lac pour les promenades
- Concours de pêche

Toute baignade est toutefois interdite, d'après l'article 1 de l'arrêté municipal du 18 avril 2005.